# Kazanka
Kazanka (ruski: Казанка, tatarski: Казансу) rijeka je u Tatarstanu, Rusija. Lijeva je pritoka rijeke Volge. Duga je 142 km, a površina porječja iznosi 2600 km2. Riječni režim je nivalni. Prosječni istjek kraj ušća iznosi 0,88 m3/s.
Riječno dno je vapneno zbog čega je voda tvrda, zasićena gipsom i neprikladna za kućnu upotrebu. Izvire na šumovite brdu zvanome Apajkina Gar koje se nalazi kraj istoimenoga sela. Ulijeva se u Kujbiševsko umjetno jezero kraj Kazanja.
Od 1978. godine rijeka je prirodni spomenik regionalnoga značaja Tatarstana.

## Pritoke
Desne: 
- Pšaljimka, Ija, Verezinka, Atinka, Krasnaja, Šimjakovka, Sula, Solonka, Suhaja

Lijeve: 
- Kismes, Kamenka, Kinderka, Noksa, Bulak

## Vanjske poveznice
|  | Zajednički poslužitelj ima još gradiva o temi Kazanka |

- Казанка, река, Enciklopedijski rječnik Brockhausa i Efrona
- Казанка (река в Тат. АССР), Velika sovjetska enciklopedija